# Statistisches Amt des Vereinigten Wirtschaftsgebietes
Das Statistische Amt des Vereinigten Wirtschaftsgebietes war der Vorläufer des Statistischen Bundesamtes. 
Nach Ende des Zweiten Weltkrieges war der Aufbau des statistischen Dienstes zunächst unter beträchtlichen zeitbedingten Schwierigkeiten innerhalb der einzelnen Zonen und Länder erfolgt. Durch den Zusammenschluss der amerikanischen und der britischen Zone, die im Wirtschaftsrat und im Länderrat sowie in den bizonalen Verwaltungen gemeinsame Organe für die nunmehr zentral gelenkte Wirtschafts-, Sozial- und Finanzpolitik erhielten, wurde auch im Bereich der amtlichen Statistik eine entsprechende Einrichtung geschaffen. 
Mit dem Gesetz über die Errichtung eines Statistischen Amtes des Vereinigten Wirtschaftsgebietes vom 21. Januar 1948 regelte der Wirtschaftsrat die formale Konstituierung eines zentralen statistischen Amtes und die Befugnisse dieses Amtes sowie der bizonalen Verwaltungen und der Länder auf statistischem Gebiet. 
Nachdem das Statistische Amt des Vereinigten Wirtschaftsgebietes dem Bundesministerium des Innern unterstellt und im Jahr 1949 mit der Führung der Statistik für Bundeszwecke beauftragt worden war, erhielt es am 29. August 1950 die Bezeichnung „Statistisches Bundesamt“ (Verordnung zur Auflösung oder Überführung von Einrichtungen der Verwaltung des Vereinigten Wirtschaftsgebietes vom 8. September 1950, BGBL. S. 678).